# Acrodendrologia
Técnica de escalada em árvores, com o máximo de segurança, para estudos e manejos sobre a fauna e flora de dossel. Tendo como estudo terminológico a palavra acrodendrologia se compõe de três parte, acro- que está ligado a altura e lugar elevado, -dendro- que se refere a um termo de composição que exprime a ideia de árvore e -logia que nos diz um estudo de um assunto em particular. 
Está técnica envolve os equipamentos e técnicas de alpinismo e escalada para que a atividade possa ocorrer com maior segurança e conforto. Sendo de grande importância um grande cuidado com os equipamentos para se evitar acidentes, visto que muitas vezes a atividade pode ocorrer a alturas superiores a 30 metros. Muito usada na coleta de sementes florestais, a acrodendrologia é de grande importância para a manutenção da flora arbórea quando pensamos em reprodução de espécies e variabilidade genética.